# Ontiñena
Ontiñena è un comune spagnolo di 650 abitanti situato nella comunità autonoma dell'Aragona.